# سيدو سو
سيدو سو (مواليد 4 يوليو 2002) هو لاعب كرة قدم غيني يلعب كمدافع في نادي سانت إتيان.

## روابط خارجية
- سيدو سو على موقع إي إس بي إن إف سي (الإنجليزية)
- سيدو سو على موقع قاعدة بيانات كرة القدم.إي يو (الإنجليزية)
- سيدو سو على موقع ليكيب (الفرنسية)
- سيدو سو على موقع ناشيونال فوتبول تيمز (الإنجليزية)
- سيدو سو على موقع Soccerway.com (الإنجليزية)
- سيدو سو على موقع عالم كرة القدم.نت (الإنجليزية)
- سيدو سو على موقع AS.com (الإسبانية)